# Danmarks domstole
Danmarks domstole er de almindelige domstole der behandler både civile sager og straffesager, samt Den Særlige Klageret, der behandler klager over dommere. I deres arbejde handler de uafhængigt af Folketinget og regering. De anvender dansk ret og deres virke er reguleret af regler, som er fastsat ved lov af Folketinget.
Domstolsstyrelsen varetager den praktiske administration af domstolenes virksomhed. Selvom styrelsen hører til under Justitsministeriets organisation, arbejder den helt uafhængigt af ministeriet. Således skal ministeriet ikke høres før styrelsen træffer en beslutning, ligesom en beslutning truffet af styrelsen ikke kan ændres af ministeriet. 
Læs uddybende om de almindelige domstole:
- Højesteret
- Grønlands Landsret
- Østre Landsret
- Vestre Landsret
- Sø- og Handelsretten
- Byretterne
- Tinglysningsretten

Retten på Færøerne og Retten i Grønland fungerer delvist uafhængigt af de almindelige domstole i Danmark.
I alt beskæftiger de danske domstole 2.500 medarbejdere.